# Coupe Walter
La coupe Walter est en Amérique du Nord un trophée de hockey sur glace décerné chaque année depuis 2024 par la Ligue professionnelle de hockey féminin à l'équipe championne des séries éliminatoires.

## Histoire

### Les origines
Le 4 avril 2024, la Ligue professionnelle de hockey féminin annonce par voie de communiqué le nom du trophée décerné à l'équipe championne des séries éliminatoires de la ligue, soit la coupe Walter.
Le nom de la coupe Walter a été proposé par Billie Jean King, une des deux instigatrices de la Ligue professionnelle de hockey féminin et membre du conseil consultatif de cette ligue. Elle est nommée en l'honneur de Mark et Kimbra Walter pour reconnaìtre leur engagement à permettre que se réalise la création de la LPHF, une étape importante dans l'histoire du hockey féminine.

## Description
Le trophée en argent sterling est créé en partenariat avec le bijoutier Tiffany et fabriqué dans leur atelier de Cumberland au Rhode Island. La coupe pèse environ 16 kg, mesure 61 cm de hauteur et plus de 33 cm de largeur. Elle repose sur un anneau autour duquel on retrouve six 'W', symbole de la LPHF et des rayons de lumière représentant l'aube d'une nouvelle ère dans le hockey féminin. Elle est située au sommet de tiges inclinées, identifiant la glace de jeu marquée de coups de patin, sur lesquelles on reconnait des bâtons de hockey. Les tiges reposent sur une base amovible, représentation d'une rondelle, sur laquelle sera inscrit le nom de l'équipe gagnante à chaque année,,.

## Équipes gagnantes
| Année | Championne          | Finaliste        | Résultat |
| ----- | ------------------- | ---------------- | -------- |
| 2024  | Équipe du Minnesota | Équipe de Boston | 3-2      |
| 2025  | Frost du Minnesota  | Charge d'Ottawa  | 3-1      |